# Bělověžská dohoda
Bělověžská dohoda je smlouva o vytvoření Společenství nezávislých států, podepsaná 8. prosince 1991 v rezidenci Viskuli v Bělověžském pralese (asi 60 km severně od běloruského Brestu), která zároveň ukončila existenci Sovětského svazu.
| „                    | „My, prezidenti Běloruska, Ruské federace a Ukrajiny konstatujeme, že Svaz sovětských socialistických republik jako subjekt mezinárodního práva a geopolitické reality končí svou existenci.“ | “ |
| — Výňatek ze smlouvy | |   |

## Signatáři
Smlouvu podepsali:

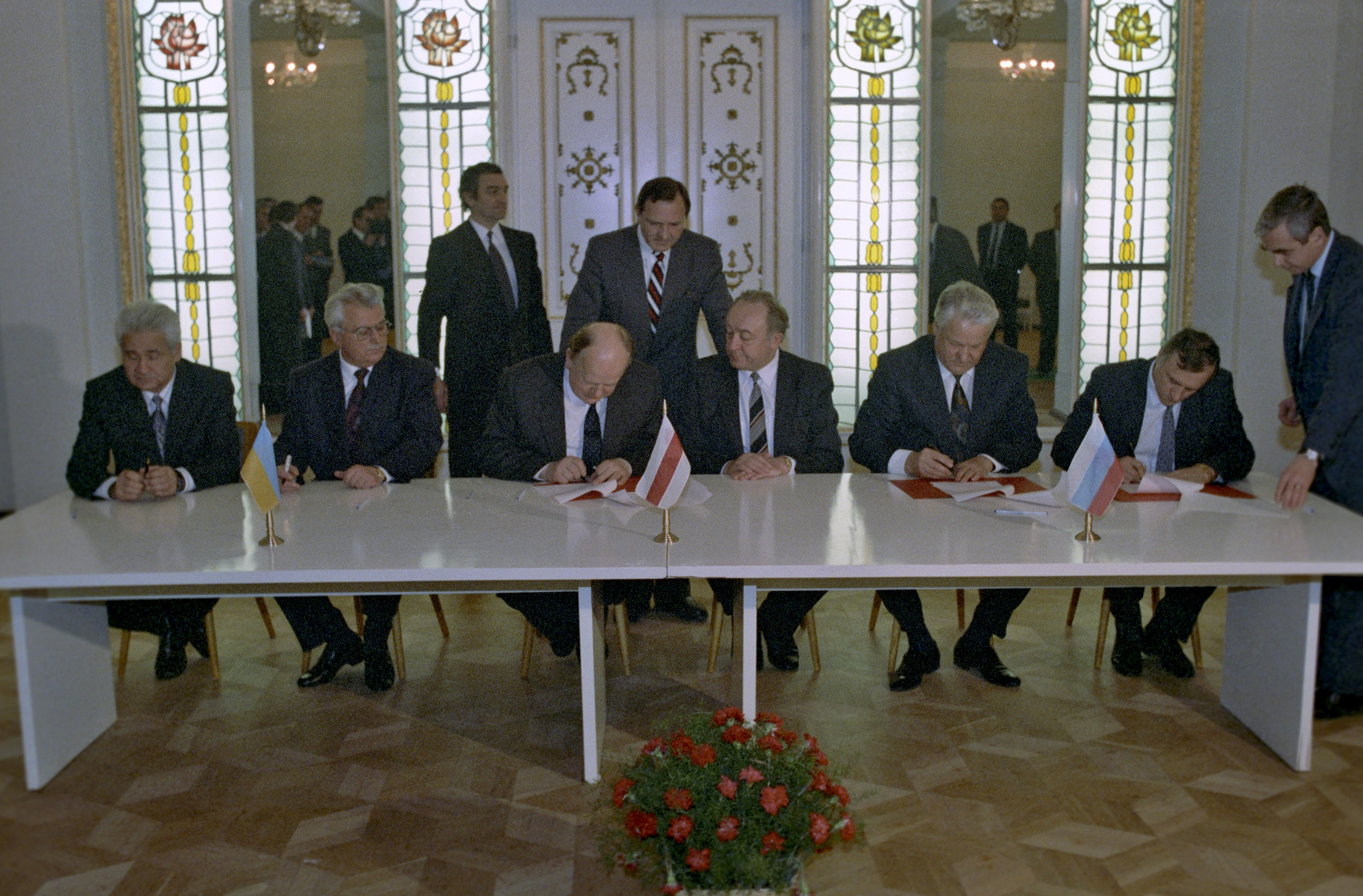
Signatáři smlouvy

- za Rusko prezident Boris Jelcin a státní tajemník Gennadij Burbulis
- za Ukrajinu prezident Leonid Kravčuk a premiér Vitold Fokin
- za Bělorusko předseda Nejvyšší rady Stanislav Šuškevič a premiér Vjačeslav Kebič